# Aiaramu

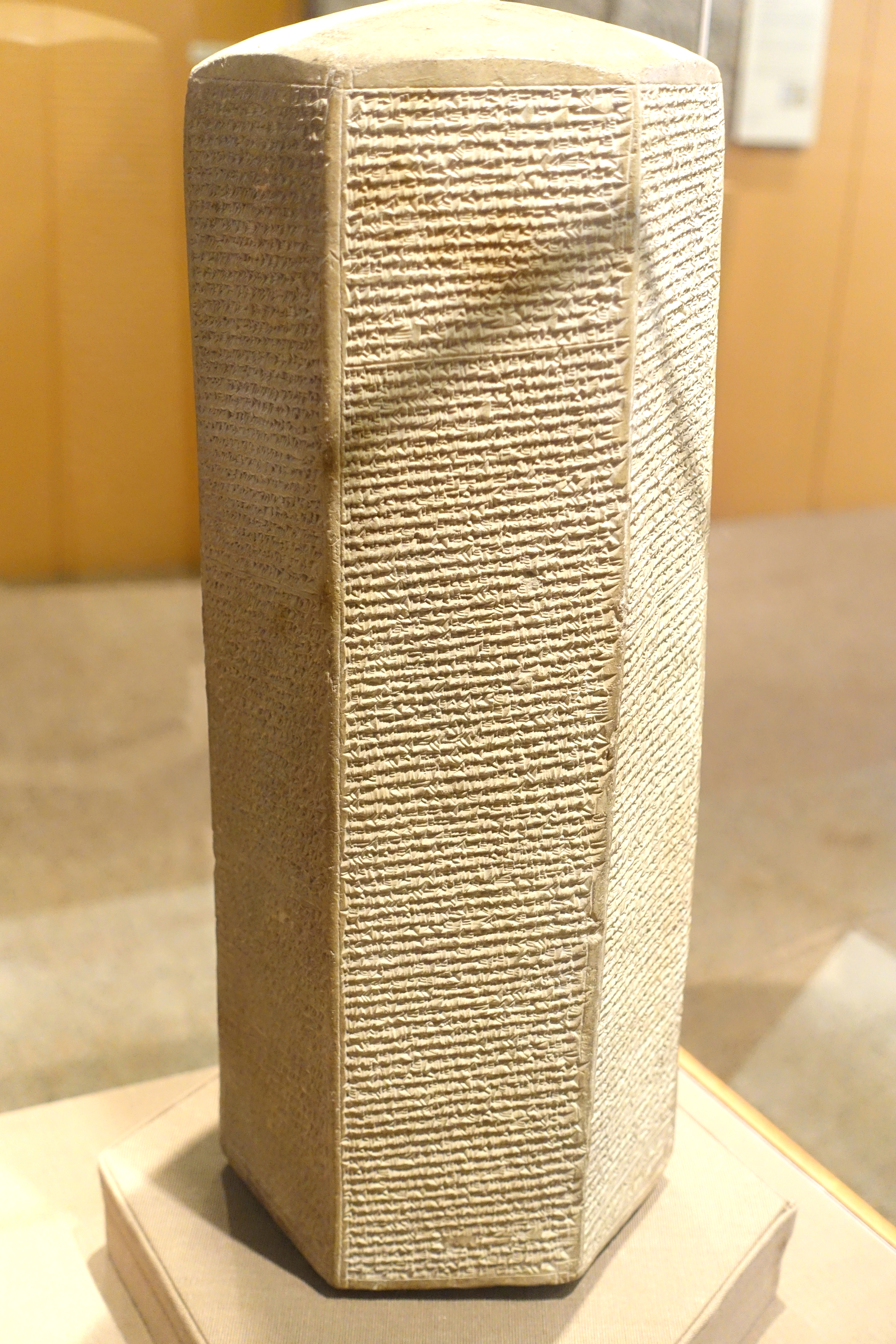
Prisma de argila que contém narrativas das campanhas militares de Senaqueribe

Aiaramu foi um rei de Edom por volta de 705 a.C., durante o reinado do rei assírio Senaqueribe (r. 705–681 a.C.).
Ele é mencionado no Prisma de Senaqueribe em uma lista de reis que prestaram homenagem à Assíria. A partir da terceira campanha de Senaqueribe, que ocorreu em 701 a.C., o rei assírio marchou para o oeste, lidando primeiro com as cidades fenícias. Senaqueribe então se moveu para o sul, onde Aiaramu e outros reis da Transjordânia foram submetidos ao domínio assírio.